# Championnat du Guatemala de football 1942-1943
Navigation
Saison suivante
La Liga Nacional 1942-1943 est la première édition de la première division guatémaltèque.
Chacun des sept clubs participant était confronté deux fois aux six autres équipes.

## Les 7 clubs participants
| \| Guatemala: Galcasa Independiente Guatemala FC CSD Hércules IRCA CSD Municipal Racing Guatemala Tipografía Nacional Guatemala \| Localisation des clubs engagés dans le championnat. |
| Guatemala: Galcasa Independiente Guatemala FC CSD Hércules IRCA CSD Municipal Racing Guatemala Tipografía Nacional Guatemala                                                           |

Ce tableau présente les sept équipes qualifiées pour disputer le championnat 1942-1943. On y trouve le nom des clubs, le nom des stades dans lesquels ils évoluent ainsi que la capacité et la localisation de ces derniers.
| Club                  | Stade              | Capacité          | Ville          |
| Galcasa Independiente | Stade inconnu      | Capacité inconnue | Guatemala City |
| Guatemala FC          | Stade inconnu      | Capacité inconnue | Guatemala City |
| CSD Hércules          | Stade inconnu      | Capacité inconnue | Guatemala City |
| IRCA                  | Stade inconnu      | Capacité inconnue | Guatemala City |
| CSD Municipal         | Stade Mateo Flores | 30 000            | Guatemala City |
| Racing Guatemala      | Stade inconnu      | Capacité inconnue | Guatemala City |
| Tipografía Nacional   | Stade La Pedrera   | Capacité inconnue | Guatemala City |

## Compétition
Les sept équipes affrontent à deux reprises les six autres équipes selon un calendrier tiré aléatoirement.
Le classement est établi sur l'ancien barème de points (victoire à 2 points, match nul à 1, défaite à 0).
Le départage final se fait selon les critères suivants :
- Le nombre de points.
- La différence de buts générale.
- Le nombre de buts marqué.

### Classement
| Rang | Équipe                | Pts | J  | G | N | P | Bp | Bc | Diff |
| ---- | --------------------- | --- | -- | - | - | - | -- | -- | ---- |
| 1    | CSD Municipal         | 17  | 12 | 8 | 1 | 3 | 47 | 17 | +30  |
| 2    | Tipografía Nacional   | 17  | 12 | 7 | 3 | 2 | 22 | 14 | +8   |
| 3    | CSD Hércules          | 17  | 12 | 7 | 3 | 2 | 25 | 21 | +4   |
| 4    | Galcasa Independiente | 12  | 12 | 5 | 2 | 5 | 26 | 32 | -6   |
| 5    | IRCA                  | 8   | 12 | 2 | 4 | 6 | 20 | 29 | -9   |
| 6    | Guatemala FC          | 7   | 12 | 3 | 1 | 8 | 20 | 40 | -20  |
| 7    | Racing Guatemala      | 6   | 12 | 2 | 2 | 8 | 19 | 26 | -7   |

## Bilan du tournoi
| Championnat du Guatemala de football 1942-1943 |                     |
| Champion                                       | CSD Municipal       |
| Dauphin                                        | Tipografía Nacional |